# Маримба

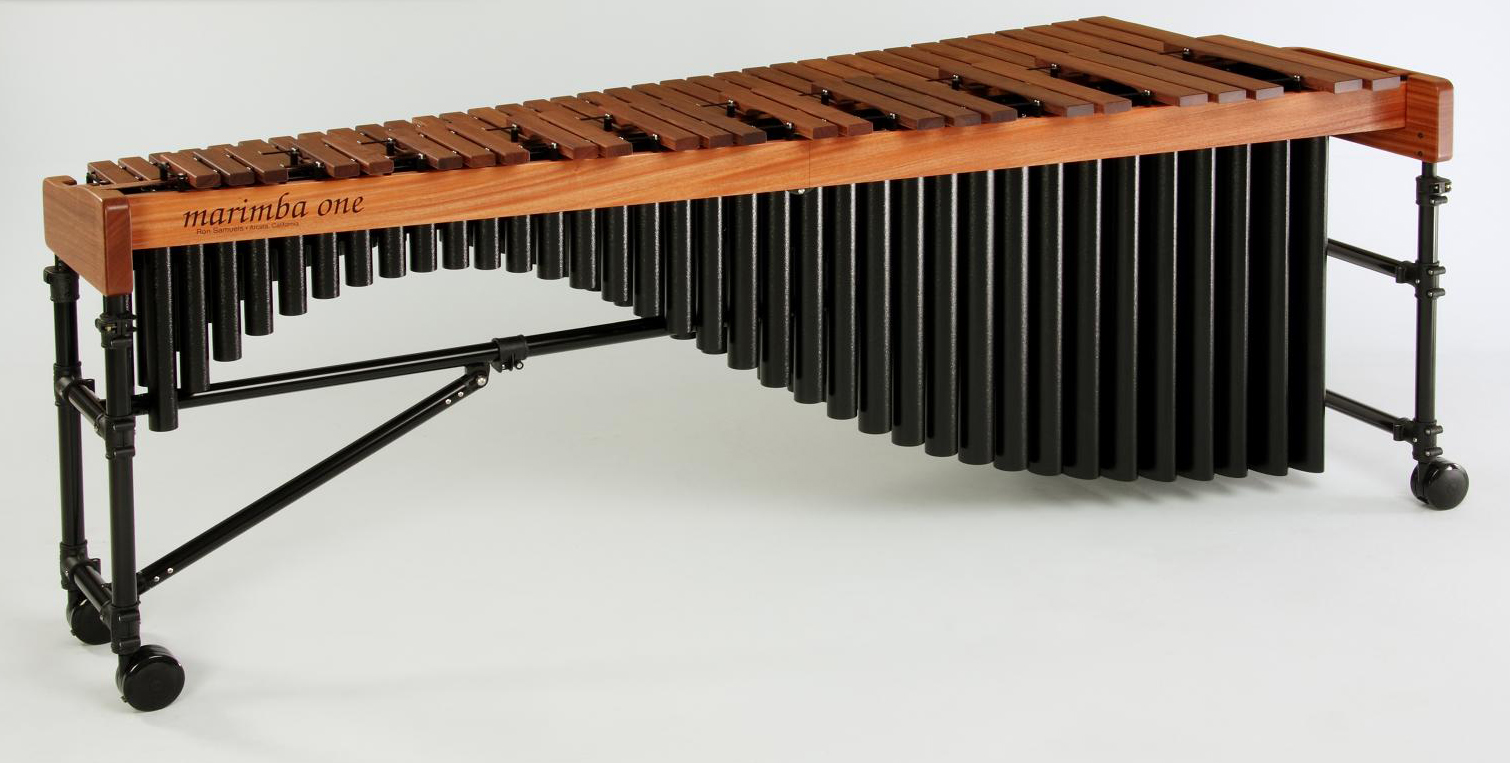
Сучасна маримба

Мари́мба — ударний музичний інструмент, що складається з укріплених на рамі дерев'яних брусків-клавіш та дерев'яними або металевими трубами-резонаторами. Хроматично налаштована клавіатура має два ряди та діапазон 5 2/3 октав — від С до g4.
Від вібрафона маримба відрізняється дерев'яною клавіатурою, а від ксилофона тим, що звук, видаваний кожним бруском, підсилюється дерев'яним чи металевим резонатором або підвішеним під ним гарбузом. За гри по клавішах вдаряють паличками, іноді на ньому грають два й більше виконавців одночасно.
Маримба виникла в Малайзії й потім стала поширеним інструментом в Африці, Мексиці, Центральній і Північній Америці.
Маримба має багатий, м'який і глибокий тембр, що дозволяє досягнути виразного звучання. Сучасна техніка гри на маримбі передбачає одночасну гру декількома паличками. Зазвичай використовуються дві-чотири палички, рідше — п'ять-шість. На інструменті можна виконувати мелодії, гармонії, віртуозні пасажі.
Найчастіше пластини інструмента зроблені з натуральної деревини рожевого гондураського дерева або палісандру, розташовані й настроєні за принципом хроматичної клавіатури фортепіано. Пластини розташовані над металевими трубами-резонаторами, що роблять звучання густим й об'ємним.
Для гри на маримбі випускають безліч видів паличок (mallets) з наконечниками з гуми, дерева або пластику. Зазвичай, наконечники обмотані вовняними або бавовняними нитками. Підбір паличок дозволяє музикантові одержати широкий спектр різних тембрів, від різкого, подібного до ксилофону, до м'якого, що нагадує церковний орган.
Сьогодні маримба відома як сольний інструмент. Використовується в різних музичних напрямках, від класичної музики до авангардної; в естраді та джазі.